# Gračëvskij rajon (Oblast' di Orenburg)
Il Gračëvskij rajon (in russo Грачёвский район?) è un rajon dell'Oblast' di Orenburg, nella Russia europea. Istituito nel 1928, il capoluogo è Gračëvka.